# Crișeni
Crișeni là một xã thuộc hạt Sălaj, România. Dân số thời điểm năm 2002 là 2442 người.